# Bortom horisonten (1973)
Bortom horisonten (originaltitel: Lost Horizon) är en amerikansk musikalfilm från 1973 i regi av Charles Jarrott med bland annat Liv Ullmann och Peter Finch i rollerna. Filmen är en nyinspelning av filmen med samma titel från 1937, som i sin tur är baserad på en roman av James Hilton från 1933.

## Rollista
| Peter Finch      | – Richard Conway  |
| Liv Ullmann      | – Catherine       |
| Sally Kellerman  | – Sally Hughes    |
| George Kennedy   | – Sam Cornelius   |
| Michael York     | – George Conway   |
| Olivia Hussey    | – Maria           |
| Bobby Van        | – Harry Lovett    |
| James Shigeta    | – Brother To-Lenn |
| Charles Boyer    | – Lama            |
| John Gielgud     | – Chang           |
| Kent Smith       | – Bill Fergunson  |
| John van Dreelen | – Dr. Verden      |